# Serie A 1969-1970 (rugby a 15)
La serie A 1969-70 fu il 40º campionato nazionale italiano di rugby a 15 di prima divisione.
Si tenne dal 5 ottobre 1969 al 19 aprile 1970 tra 12 squadre a girone unico e marcò l'inizio di un lungo periodo di dominazione del Veneto sul rugby italiano: a vincere il campionato fu infatti il Petrarca, formazione di Padova che si aggiudicò il primo di 11 titoli conquistati nel ventennio a seguire; nell'occasione il club fu il decimo a iscrivere il suo nome per la prima volta nell'albo d'oro della competizione.
La Partenope, bicampione d'Italia solo quattro stagioni prima, scomparve dal torneo per motivi economici, cedendo il titolo sportivo al CUS Napoli che prese il suo posto in serie A; l'Olimpic '52 si fuse invece con la Rugby Roma, tornata in massima serie.
Retrocessero in serie B la S.S. Lazio e il Esercito, di Napoli.
Da segnalare anche l'arrivo di una sponsorizzazione per un'altra delle squadre di vertice, il Rovigo, che abbinò il suo nome a quello dell'industria di arredamento Tosimobili.

## Squadre partecipanti
- L’Aquila
- CUS Roma (sponsorizzata Buscaglione)
- Esercito (Napoli)
- Fiamme Oro (Padova)
- Frascati
- S.S. Lazio

- Parma
- CUS Napoli
- Petrarca
- Rugby Roma
- Rovigo (sponsorizzata Tosimobili)
- Treviso (sponsorizzata Metalcrom)

## Risultati
|       | 1ª/12ª giornata       |      |
| ----- | --------------------- | ---- |
| 11-19 | CUS Roma - Treviso    | 8-15 |
| 14-9  | Rugby Roma - Esercito | 0-0  |
| 3-8   | Frascati - Petrarca   | 3-12 |
| 12-8  | CUS Napoli - L'Aquila | 3-34 |
| 16-6  | Parma - Fiamme Oro    | 5-0  |
| 6-3   | Rovigo - Lazio        | 6-6  |
|       |                       |      |

|      | 4ª/15ª giornata         |      |
| ---- | ----------------------- | ---- |
| 0-11 | CUS Roma - L'Aquila     | 0-19 |
| 3-23 | Rugby Roma - Petrarca   | 3-20 |
| 6-6  | Fiamme Oro - CUS Napoli | 6-8  |
| 3-3  | Esercito - Rovigo       | 0-0  |
| 8-0  | Treviso - Frascati      | 3-6  |
| 8-3  | Parma - Lazio           | 3-3  |
|      |                         |      |

|       | 7ª/18ª giornata       |       |
| ----- | --------------------- | ----- |
| 3-3   | Lazio - Rugby Roma    | 3-9   |
| 8-0   | Fiamme Oro - Frascati | 9-14  |
| 6-8   | Esercito - Treviso    | 0-47  |
| 12-14 | CUS Napoli - CUS Roma | 9-8   |
| 3-21  | Parma - L'Aquila      | 3-11  |
| 3-17  | Rovigo - Petrarca     | 12-17 |
|       |                       |       |

|       | 10ª/21ª giornata      |      |
| ----- | --------------------- | ---- |
| 3-8   | Lazio - CUS Roma      | 6-12 |
| 3-6   | Frascati - Rugby Roma | 0-0  |
| 3-0   | Petrarca - Fiamme Oro | 3-3  |
| 5-0   | Esercito - Parma      | 9-12 |
| 12-11 | Rovigo - CUS Napoli   | 3-6  |
| 3-3   | L'Aquila - Treviso    | 9-9  |

|      | 2ª/13ª giornata       |      |
| ---- | --------------------- | ---- |
| 5-6  | Lazio - CUS Napoli    | 6-14 |
| 11-9 | Rugby Roma - CUS Roma | 5-8  |
| 12-0 | Fiamme Oro - Rovigo   | 3-6  |
| 6-17 | Esercito - Petrarca   | 0-17 |
| 0-11 | Parma - Treviso       | 3-32 |
| 38-3 | L'Aquila - Frascati   | 11-0 |
|      |                       |      |

|      | 5ª/16ª giornata     |      |
| ---- | ------------------- | ---- |
| 6-12 | Lazio - Fiamme Oro  | 3-6  |
| 3-3  | Frascati - CUS Roma | 18-6 |
| 12-9 | Petrarca - Treviso  | 14-5 |
| 11-0 | CUS Napoli - Parma  | 3-6  |
| 8-0  | Rovigo - Rugby Roma | 8-13 |
| 21-3 | L'Aquila -Esercito  | 23-3 |
|      |                     |      |

|      | 8ª/19ª giornata         |      |
| ---- | ----------------------- | ---- |
| 9-6  | CUS Roma - Esercito     | 9-12 |
| 3-3  | Rugby Roma - Fiamme Oro | 3-12 |
| 20-3 | Frascati - Parma        | 3-11 |
| 20-3 | Petrarca - CUS Napoli   | 5-3  |
| 6-0  | Treviso - Rovigo        | 10-9 |
| 25-5 | L'Aquila - Lazio        | 8-0  |
|      |                         |      |

|       | 11ª/22ª giornata        |       |
| ----- | ----------------------- | ----- |
| 5-6   | CUS Roma - Rovigo       | 10-17 |
| 19-6  | Petrarca - Parma        | 11-3  |
| 3-3   | Fiamme Oro - L'Aquila   | 17-6  |
| 11-12 | Esercito - Frascati     | 3-26  |
| 6-3   | CUS Napoli - Rugby Roma | 6-16  |
| 21-11 | Treviso - Lazio         | 14-14 |

|       | 3ª/14ª giornata       |      |
| ----- | --------------------- | ---- |
| 11-8  | CUS Roma - Fiamme Oro | 3-9  |
| 14-3  | Frascati - Lazio      | 3-10 |
| 12-12 | Petrarca - L'Aquila   | 3-5  |
| 17-9  | CUS Napoli - Esercito | 13-9 |
| 12-0  | Treviso - Rugby Roma  | 11-3 |
| 21-6  | Rovigo - Parma        | 3-0  |
|       |                       |      |

|      | 6ª/17ª giornata       |      |
| ---- | --------------------- | ---- |
| 3-6  | CUS Roma - Petrarca   | 3-9  |
| 8-8  | Rugby Roma - Parma    | 6-8  |
| 5-0  | Frascati - CUS Napoli | 5-3  |
| 0-9  | Esercito - Lazio      | 0-6  |
| 8-3  | Treviso - Fiamme Oro  | 6-11 |
| 14-3 | L'Aquila - Rovigo     | 3-3  |
|      |                       |      |

|      | 9ª/20ª giornata       |      |
| ---- | --------------------- | ---- |
| 8-11 | Lazio - Petrarca      | 0-21 |
| 5-6  | Rugby Roma - L'Aquila | 13-9 |
| 14-0 | Fiamme Oro - Esercito | 14-0 |
| 6-19 | CUS Napoli - Treviso  | 3-3  |
| 3-0  | Parma - CUS Roma      | 3-8  |
| 0-0  | CUS Napoli - Treviso  | 0-9  |

## Classifica
|               |     | Squadra    | G  | V  | N | P  | PF  | PS  | Pt |
| ------------- | --- | ---------- | -- | -- | - | -- | --- | --- | -- |
|               | 1.  | Petrarca   | 22 | 19 | 2 | 1  | 280 | 96  | 40 |
|               | 2.  | L’Aquila   | 22 | 14 | 5 | 3  | 300 | 106 | 33 |
|               | 3.  | Treviso    | 22 | 14 | 4 | 4  | 279 | 132 | 32 |
|               | 4.  | Fiamme Oro | 22 | 10 | 4 | 8  | 165 | 113 | 24 |
|               | 5.  | Frascati   | 22 | 10 | 3 | 9  | 150 | 156 | 23 |
|               | 6.  | CUS Napoli | 22 | 10 | 2 | 10 | 161 | 202 | 22 |
|               | 7.  | Rovigo     | 22 | 8  | 5 | 9  | 129 | 154 | 21 |
|               | 8.  | Rugby Roma | 22 | 7  | 5 | 10 | 127 | 175 | 19 |
|               | 9.  | Parma      | 22 | 8  | 2 | 12 | 110 | 214 | 18 |
|               | 10. | CUS Roma   | 22 | 7  | 1 | 14 | 148 | 210 | 15 |
| Retrocessione | 11. | S.S. Lazio | 22 | 3  | 4 | 15 | 116 | 210 | 10 |
| Retrocessione | 12. | Esercito   | 22 | 2  | 3 | 17 | 94  | 291 | 7  |

## Verdetti
- Petrarca: campione d'Italia
- S.S. Lazio, Esercito : retrocesse in serie B